# Cartoon Network Mozi
A Cartoon Network Mozi (rövidítve: CN Mozi) műsorblokk volt a magyar Cartoon Network-ön, amelyben egy film vagy különkiadás került adásba. 2002. szeptember 3-án indult így ez volt a legrégebb óta futó programblokk az adón. Valamint ez volt az egyetlen olyan műsor a csatornán, amelyet reklámszünetek szakítottak meg. 
A CN Mozi hétvégenként 9:05-kor és 18:10-kor került adásba a Cartoon Network-ön. A 9:05-ös időpontban vasárnap az előző esti, szombaton pedig az előző vasárnap esti adást ismételték.
Karácsony környékén a CN Mozit felváltotta annak téli különkiadása, amelyet minden nap sugároztak. 2010-ben december 18-ától mindennap 9:05-kor, 2011-ben december 22-étől egészen január közepéig mindennap 9:05-kor és 16:00-kor, 2012-ben ugyancsak december 22-étől, de 9:05-től és 17:40-től sugározták.
2021 nyarán Filmek Éjszakája a Cartoon Networkel néven működött, majd ezt követően megszűnt.

## Műsorok
- A játékharcos
- A Rémkölykök kalandjai a kaszással
- Agyátültetés
- Aloha, Scooby-Doo!
- Az osztálytársam egy majom: A nagy kirándulás
- Az osztálytársam egy majom: Állat iskolai musical
- Az osztálytársam egy majom: Az egész világ állatkert
- Ben 10: Alien Swarm
- Ben 10: Harcban az idővel
- Ben 10: Le az űrlényekkel!
- Ben 10: Az Omnitrix titka
- Ben 10 Negatív 10 ellen
- Billy és Mandy nagy kalandja a mumussal
- Billy és Mandy: Halloween-i különkiadás
- Casper az Ijesztő Iskolában
- Dodó kacsa filmje – A fantasztikus sziget
- Ed, Edd és Eddy: A nagy mozidélután
- Firebreather: A tűz gyermeke
- Fosterék háza képzeletbeli barátoknak: Bloo új otthona
- Fosterék háza képzeletbeli barátoknak: Bumm vándorlása
- Fosterék háza képzeletbeli barátoknak: Képzeletföld
- Frédi, a csempész-rendész
- Gémerek
- Harmadik típusú Scooby-Doo
- Az Igazság Ligája – Az új küldetés
- Jelszó: Kölök nem dedós: I.N.T.E.R.J.Ú.K.
- Jelszó: Kölök nem dedós: Z.E.R.O.
- Kincsvadászok (1985)
- László tábor: Hová tűnt László?
- Lego Batman: A film
- Lego Batman: Ligába csalva
- Lego: Hero Factory
- Lego Star Wars: A Birodalom hazavág
- Lego Star Wars: Padavan bajkeverők
- Lego Star Wars: Yoda krónikái
- Mixelek: Az elveszett turmix nyomában
- Mixelek: Every Knight Has His Day
- Mixelek: Holdkór
- Mixelek: Mozi
- Parkműsor: A film
- Pindúr pandúrok: Táncra fűzve
- Pindúr pandúr uralom
- Polár Expressz
- Reszkessetek, nem hagyom magam!
- Scooby-Doo és az arábiai lovagok
- Scooby-Doo és a Boo bratyók
- Scooby-Doo és a boszorkány szelleme
- Scooby-Doo és a Cyberhajsza
- Scooby-Doo Hollywoodba megy
- Scooby-Doo és a hószörny
- Scooby-Doo és a Loch Ness-i szörny
- Scooby-Doo! Kalózok a láthatáron!
- Scooby-Doo és a Koboldkirály
- Scooby-Doo és a mexikói szörny
- Scooby-Doo és a szamuráj kardja
- Scooby-Doo 2. – Szörnyek póráz nélkül
- Scooby-Doo újabb kalandjai
- Scooby-Doo és a vámpír legendája
- Scooby-Doo és a vonakodó farkasember
- Scooby-Doo a zombik szigetén
- Szabadítsátok ki Willyt!
- Szamuráj Jack 1–2.
- Szamuráj Jack 37–38.
- Szamuráj Jack 45–46.
- Tini titánok: A tanítvány
- Tini titánok: Utórezgések
- Tini titánok: Keleti titánok
- Tini titánok: A vég
- Tom és Jerry – A varázsgyűrű
- Tom és Jerry – Macska a Marson
- Tom és Jerry – Vigyázz, kész, sajt!
- Tom és Jerry – Tengerész egerész
- Tom és Jerry – A mozifilm
- Tom és Jerry – A diótörő varázsa
- Turpi úrfi és a Beverly Hills-i macskák